# 犬も食わない
『犬も食わない』（いぬもくわない）は、2018年10月20日（19日深夜）から同年12月22日（21日深夜）まで日本テレビの『プラチナプラス』枠で放送されていたコントバラエティ番組である。全10回。

## 概要
SNS上での口論といった現代人同士の間で起こりがちな「犬も食わないディスり合い」を、女優とお笑い芸人たちがコントで再現。そして番組MCの若林正恭（オードリー）と水卜麻美（日本テレビアナウンサー）がそれらを見た後、どちらの考えを支持するのかをTwitterの番組公式アカウントから投稿していた。

## 出演者

### MC
- 若林正恭（オードリー）
- 水卜麻美（日本テレビアナウンサー）

## 放送リスト
| 放送回     | 放送日                    | 内容 | 出演者 |
| ---------- | ------------------------- | --- | --- |
| #1         | 10月20日                  | - 港区おじさん VS マラソンおじさん - 自撮りマスト女子 VS インスタパトロール女子 | 福島善成（ガリットチュウ）、岩崎う大（かもめんたる） 箭内夢菜、伊藤沙莉、原あや香                                  |
| #2         | 10月27日                  | - 王道ハロウィン女子 VS 地味ハロウィン女子 | 紺野ぶるま、長井短                                                                                                 |
| #3         | 11月3日                   | - 若者は金を使えおじさん VS 若者の事わかってますおじさん | レイザーラモンRG（レイザーラモン）、ルシファー吉岡                                                                 |
| #4         | 11月10日                  | - コンテンツ全部見男 VS 情報だけ知ってる男 | 長田庄平（チョコレートプラネット）、東ブクロ（さらば青春の光）                                                     |
| #5         | 11月17日                  | - オタサーの姫 VS 医大サーの大奥 | あいなぷぅ（パーパー）、浅川梨奈（SUPER☆GiRLS）                                                                    |
| #6         | 11月24日                  | - 食べログおじさん VS 町中華おじさん - 恵比寿女子 VS 銀座女子 | 松尾駿（チョコレートプラネット）、水田信二（和牛） 紺野ぶるま、田中道子                                            |
| #7         | 12月1日                   | - 恋愛工学を信じる男 VS 半信半疑の男 | ロバート |
| #8         | 12月8日                   | - 未来志向おじさん VS センチメンタルおじさん | ルシファー吉岡、岩崎う大（かもめんたる）                                                                           |
| #9         | 12月15日                  | - スーツにリュックおじさん VS クラッチパンパンおじさん - パパのおさがり女子 VS ワーク系女子 | 板倉俊之（インパルス）、塚地武雅（ドランクドラゴン） 長井短、ゆりやんレトリィバァ（吉本坂46）                      |
| #10        | 12月22日                  | - パパ活女子 VS パパ活おじさん - 声優 VS 声優ファン | 紺野ぶるま、マギー 箭内夢菜、松崎克俊（やさしい雨）、トム・ブラウン、広田ハヤト（オッパショ石）                    |
| 復活放送   | 2019年3月13日             | - インスタハッシュタグ活用女子 VS仕分け女子 - セクハラビクビクおじさん VS ラインわかってますおじさん - ビジネス本全部読み男 VS 帯だけ読んでる男 - メジャーアイドルファン VS 地下アイドルファン - 腹筋女子 VS 美尻女子 | 武田玲奈、趣里 小手伸也、う大（かもめんたる） ジェシー、山内健司（かまいたち） ミキ、犬飼貴丈 奥山かずさ、西野未姫 |
| 復活放送#2 | 2020年3月26日 1:35 - 2:05 | | |

## テーマソング
- Creepy Nuts「犬も食わない」

## スタッフ
- 企画・演出：安島隆
- 構成：安部裕之、大西右人 / オークラ
- TM：望月達史
- CAM：岩倉康宏
- AUD：飯島秀和
- 照明：鈴木道隆
- 編集：曽根徹（麻布プラザ）
- MA：山本宗太
- 音効：小田切暁
- 美術：牧野沙和
- デザイン：熊崎真知子、津島美樹
- 技術協力：NiTRO、日テレアート
- TK：長坂真由美
- デスク：國井萌
- ナレーター：藤田大介（日テレアナウンサー）
- 演出補：松井康平、宮本晃帆、山田雄大、野口葉月
- AP：吉田恵美
- 進行：大畑沙織
- ディレクター：今村光宏、小川大輔、田村育、水口健司、小林哲平、小倉寛太
- 演出：上記ディレクター陣の中から週替わりで1人が担当
- プロデューサー：末延靖章、山口正博
- チーフプロデューサー：道坂忠久
- 制作協力：AXON
- 製作著作：日本テレビ